# 8168 Rogerbourke
8168 Rogerbourke è un asteroide della fascia principale. Scoperto nel 1991, presenta un'orbita caratterizzata da un semiasse maggiore pari a 2,3944250 UA e da un'eccentricità di 0,2891886, inclinata di 21,17544° rispetto all'eclittica.